# Ministère du Territoire, des Infrastructures, des Transports et du Tourisme
Pour les articles homonymes, voir Ministère du Tourisme.

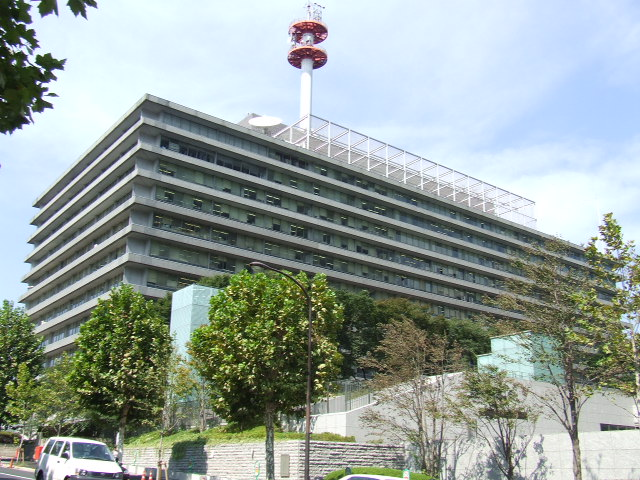
Bâtiment commun no 3 du Gouvernement central, qui abrite notamment le ministère du Territoire, des Infrastructures, des Transports et du Tourisme, 2-1-3 Kasumigaseki, Chiyoda-ku, Tōkyō-to.

Le ministère du Territoire, des Infrastructures, des Transports et du Tourisme (国土交通省, Kokudo-kōtsū-shō, littéralement « ministère du territoire et des transports ») est un des départements ministériels du Cabinet du Japon, officiellement traduit en anglais par Ministry of Land, Infrastructure, Transport and Tourism  (MLIT). Il est souvent abrégé en japonais en Kokkōshō (国交省).
Il a été créé le 6 janvier 2001, lors de la réorganisation du deuxième cabinet de Yoshirō Mori qui a été le premier à mettre en place la réforme de l'administration centrale de 1998. Il est né de la fusion de deux anciens ministères et de deux agences gouvernementales : les ministères des Transports (運輸省, Un'yu-shō), en anglais : Ministry of Transport (MoT) et de la Construction (建設省, Kensetsu-shō), en anglais : Ministry of Construction (MoC) et les Agences du développement de Hokkaidō (北海道開発庁, Hokkaidō-kaihatsu-chō), en anglais : Hokkaido Development Agency (HDA) et du Territoire (国土庁, Kokudo-chō), en anglais : National Land Agency (NLA). Si le nom du ministère en japonais n'a pas changé depuis 2001, sa traduction officielle en anglais a évolué le 8 janvier 2008 par l'ajout de la mention du Tourisme, dans le cadre d'une politique visant à renforcer l'action étatique en matière de promotion touristique, marquée par la loi fondamentale de promotion d'une Nation de tourisme de décembre 2006 et finalement par la création de l'Agence japonaise du tourisme le 1er octobre 2008 comme organe indépendant placé sous la juridiction du MLIT.
Il siège au 2-1-3 Kasumigaseki, Chiyoda-ku à Tokyo, dans le Bâtiment commun n°3 du Gouvernement central qu'il partage avec l'Agence des garde-côtes et celle du Tourisme.
Il est dirigé par le ministre du Territoire, des Infrastructures, des Transports et du Tourisme. Il s'agit, depuis le 11 novembre 2024, de Hiromasa Nakano (Kōmeitō), membre du 103e Cabinet du Japon emmené par Shigeru Ishiba.

## Missions
Les missions du MLIT consistent tout d'abord à utiliser, développer et conserver le territoire du Japon de manière intégrée et systématique, donc de développer les infrastructures nécessaires pour atteindre ces buts, de mettre en œuvre les politiques des transports, de promouvoir les progrès des travaux en matière de météorologie et de maintenir la sécurité maritime. Le ministère est également responsable depuis 2008 pour planifier et coordonner la politique d'État sur le plan touristique.
Le MLIT (et avant lui ses prédécesseurs) est considéré comme le pilier de l'« État constructeur » (土建国家, Doken kokka, version japonaise de l'État-providence assurant notamment le développement économique des territoires par des investissements publics importants dans la construction de grandes infrastructures, mise en place depuis les années 1950 par le PLD et défendue tant par les conservateurs que par la gauche socialiste ou communiste au Japon, mais critiquée assez unanimement par le PDJ et les libéraux réformateurs partisans de Jun'ichirō Koizumi comme l'une des causes principales de l'importante dette publique du pays) et de sa réforme,.
Il s'agit de l'une des plus grosses administrations du gouvernement central. C'est le troisième ministère en effectifs, avec 62 485 personnes dont 44 036 travaillant dans le ministère en lui-même (services centraux plus les institutions affiliées et les bureaux locaux) au 1er avril 2007, venant derrière le ministère de la Défense (et seulement en y incluant la totalité des membres des Forces d'autodéfense) et celui des Finances.

## Historique des ministres
Depuis sa mise en place en 2001, dix-sept ministres se sont succédé à sa tête : 
1. 6 janvier 2001 - 22 septembre 2003 : Chikage Ōgi (NPC, gouvernements Mori II et Koizumi I)
2. 22 septembre 2003 - 27 septembre 2004 : Nobuteru Ishihara (PLD-Kinmirai, gouvernements Koizumi I et II)
3. 27 septembre 2004 - 26 septembre 2006 : Kazuo Kitagawa (Nouveau Kōmeitō, gouvernements Koizumi II et III)
4. 26 septembre 2006 - 2 août 2008 : Tetsuzō Fuyushiba (Nouveau Kōmeitō, gouvernements Abe et Fukuda)
5. 2 août - 24 septembre 2008 : Sadakazu Tanigaki (PLD-Kōchikai, gouvernement Fukuda)
6. 24 - 28 septembre 2008 : Nariaki Nakayama (PLD-Seiwakai, gouvernement Asō)
7. 29 septembre 2008 - 16 septembre 2009 : Kazuyoshi Kaneko (PLD-Kōchikai, gouvernement Asō)
8. 16 septembre 2009 - 17 septembre 2010 : Seiji Maehara (PDJ-Ryōunkai, gouvernements Hatoyama et Kan)
9. 17 septembre 2010 - 14 janvier 2011 : Sumio Mabuchi (PDJ-Kaseikai, gouvernement Kan)
10. 14 janvier - 2 septembre 2011 : Akihiro Ōhata (PDJ-Sei-kō-ji-kai, gouvernement Kan)
11. 2 septembre 2011 - 4 juin 2012 : Takeshi Maeda (PDJ-Sokōkai/Sei-sen-ken, gouvernement Noda)
12. 4 juin 2012 - 26 décembre 2012 : Yūichirō Hata (PDJ-Sei-sen-ken, gouvernement Noda)
13. 26 décembre 2012 - 7 octobre 2015 : Akihiro Ōta (Kōmeitō, gouvernements Abe II et III)
14. 7 octobre 2015 - 11 septembre 2019 : Keiichi Ishii  (Kōmeitō, gouvernements Abe III et IV)
15. 11 septembre 2019 - 4 octobre 2021 : Kazuyoshi Akaba  (Kōmeitō, gouvernements Abe IV et Suga)
16. 4 octobre 2021 - 11 novembre 2024 : Tetsuo Saitō  (Kōmeitō, gouvernements Kishida I, II et Ishiba I)
17. depuis le 11 novembre 2024 : Hiromasa Nakano  (Kōmeitō, gouvernement Ishiba II)

## Administration interne

### Ministres, vice-ministres et secrétaires parlementaires
- Ministre (大臣, Daijin?) :

| Personnalité    | Parti   | Faction | Diète        | Circonscription     |
| --------------- | ------- | ------- | ------------ | ------------------- |
| Hiromasa Nakano | Kōmeitō |         | Représentant | Hyōgo (8e district) |

- 1ers vice-ministres (副大臣, Fuku-daijin?) :

| Personnalité  | Parti | Faction | Diète        | Circonscription         |
| ------------- | ----- | ------- | ------------ | ----------------------- |
| Ken Okuda     | PDJ   | Hata    | Représentant | Ishikawa (1er district) |
| Osamu Yoshida | PDJ   | ex-PDS  | Représentant | Ōsaka (4e district)     |

- Secrétaires parlementaires (政務官, Seimukan?) :

| Personnalité     | Parti | Faction            | Diète        | Circonscription           |
| ---------------- | ----- | ------------------ | ------------ | ------------------------- |
| Kyōichi Tsushima | PDJ   | Ozawa              | Représentant | Tōhoku (proportionnelle)  |
| Kunihiko Muroi   | PDJ   | Ozawa (ex-libéral) | Conseiller   | Proportionnelle nationale |
| Shōgo Tsugawa    | PDJ   | -                  | Représentant | Shizuoka (2e district)    |

### Vice-ministre administratif
Le « vice-ministre administratif » (事務次官, Jimu-jikan) est au Japon le haut fonctionnaire placé au sommet hiérarchique de l'administration d'un ministère, juste après le ministre, les premiers vice-ministres et les secrétaires parlementaires qui sont eux des hommes politiques membres du gouvernement. Depuis la réforme de 1998, appliquée en 2001, il n'y en a plus qu'un par ministère. Le vice-ministre administratif assiste le ministre dans des domaines tels que maintenir l'ordre dans les affaires administratives du ministère ou superviser le travail des divisions, bureaux, institutions affiliées et bureaux locaux. Jusqu'en 2009, une conférence des vice-ministres administratifs (事務次官等会議, Jimu-jikan-tō kaigi) de chaque ministère se réunissait deux fois par semaine (le lundi et le jeudi), un jour avant un conseil des ministres, pour coordonner les dossiers à l'ordre du jour de ce dernier. Cette réunion, critiquée tout particulièrement par le PDJ et de manière générale par les membres de l'opposition au PLD comme l'un des principaux symboles de la trop forte place laissée aux hauts-fonctionnaires dans la direction de l'État au détriment des hommes politiques, a été supprimée dès l'arrivée au pouvoir des démocrates en septembre 2009. L'actuel vice-ministre administratif du Territoire, des Infrastructures, des Transports et du Tourisme est, depuis le 10 août 2009, Makoto Taketoshi (issu du ministère de la Construction, il était, avant sa nomination à ce poste, vice-ministre adjoint).

### Services administratifs
- Secrétariat du ministre (大臣官房, Daijin kanbō?)
- Bureau de la politique générale (総合政策局, Sōgō seisaku kyoku?)
  - Division des affaires générales (総務課, Sōmu ka?)
  - Division de la politique (政策課, Seisaku ka?)
  - Division de l'environnement et de la mer (環境・海洋課, Kankyō - Kaiyō ka?)
  - Division de la régulation et de l'environnement du territoire (国土環境・調整課, Kokudo kankyō - chōsei ka?)
  - Division de la planification des transports (交通計画課, Kōtsū keikaku ka?)
  - Division des affaires de la construction (建設業課, Kensetsu-gyō ka?)
  - Division de la promotion de la construction (建設振興課, Kensetsu shinkyō ka?)
  - Division de la planification du BTP (建設施工企画課, Kensetsu-sekō kikaku ka?)
  - Division de l'immobilier (不動産業課, Fudō sangyō ka?)
  - Division de l'établissement de la répartition des marchandises (貨物流通施設課, Kamotsu ryūtsū shisetsu ka?)
  - Division de la répartition des marchandises composites (複合貨物流通課, Fukugō kamotsu ryūtsū ka?)
  - Division de l'administration des usagers des transports (交通消費者行政課, Kōtsū shōhiha gyōsei ka?)
  - Division de la sécurité technique (技術安全課, Gijutsu anzen ka?)
  - Division de la politique du tourisme (観光政策課, Kankō seisaku ka?)
  - Division de l'économie touristique (観光経済課, Kankō keizai ka?)
  - Division du tourisme international (国際観光課, Kokusai kankō ka?)
  - Division de la promotion des zones touristiques (観光地域振興課, Kankō chīki shinkyō ka?)
  - Division des ressources touristiques (観光資源課, Kankō-shigen ka?)
  - Division du projet touristique (観光事業課, Kankō jigyō ka?)
  - Département de la gestion des informations (情報管理部, Jōhō kanri bu?) :
    - Division de la planification de l'information (情報企画課, Jōhō kikaku ka?)
    - Division des statistiques d'évaluation de la construction (建設調査統計課, Kensetsu chōsa tōkei ka?)
    - Division des statistiques d'évaluation des transports (交通調査統計課, Kōtsū chōsa tōkei ka?)
- 3 Directeurs généraux de la planification politique (政策統括官, Seisaku tōkatsukan?)

#### Pôle Territoire
- Bureau de la planification du territoire (国土計画局, Kokudo keikaku kyoku?) : s'occupe d'élaborer la politique générale d'aménagement du territoire : 
  - Division des affaires générales (総務課, Sōmu ka?)
  - Division de la planification générale (総合計画課, Sōgō keikaku ka?)
  - Division de la régulation (調整課, Chōsei ka?)
  - Division de la planification des grandes aires urbaines (大都市圏計画課, Daitoshi-ken keikaku ka?)
  - Division de la planification des régions (地方計画課, Chihō keikaku ka?)
  - Division de la planification des transferts des fonctions de la capitale (首都機能移転企画課, Shuto kinō iten kikaku ka?)
  - 3 Commissaires au plan (計画官, Keikaku-kan?)
  - Conseiller (参事官, Sanji-kan?)
- Bureau des ressources foncières et en eau (土地・水資源局, Tochi - Mizushigen kyoku?) : s'occupe des législations, réglementations et mesures concernant la répartition des terres, le coût du foncier et la gestion des ressources en eau (en collaboration sur certains points avec les ministères de la Santé, de l'Agriculture, de l'Environnement et les collectivités locales) : 
  - Division des affaires générales (総務課, Sōmu ka?)
  - Division des politiques foncières (土地政策課, Tochi seisaku ka?)
  - Division des informations foncières (土地情報課, Tochi jōhō ka?)
  - Division de l'inspection des prix du foncier (地価調査課, Chika chōsa ka?)
  - Division de la régulation de l'utilisation des terres (土地利用調整課, Tochi riyō chōsei ka?)
  - Division de l'inspection du territoire (国土調査課, Kokudo chōsa ka?)
  - Département des ressources en eau (水資源部, Mizushigen bu?) :
    - Division des politiques de ressources en eau (水資源政策課, Mizushigen seisaku ka?)
    - Division de la planification des ressources en eau (水資源計画課, Mizushigen keikaku ka?)
    - Division de contrôle des sources d'eau douce (水源地域対策課, Suigen-chīki taisaku ka?)
- Bureau de Hokkaidō (北海道局, Hokkaidō kyoku?) : héritier de l'ancienne Agence de développement de Hokkaidō, s'occupe notamment de la coordination des mesures pour promouvoir le développement économique, industriel et en infrastructure de cette préfecture lié à ses spécificités géographiques (notamment sa vaste superficie), climatiques, économiques ou culturelles (avec la présence des Aïnous), en collaboration avec les ministères de l'Agriculture, des Forêts et de la Pêche ou de l'Environnement : 
  - Division des affaires générales (総務課, Sōmu ka?)
  - Division du budget (予算課, Yosan ka?)
  - Division de la politique régionale (地政課, Chisei ka?)
  - Division de la politique de l'eau (水政課, Suisei ka?)
  - Division des ports (港政課, Kōsei ka?)
  - Division de l'agriculture, des forêts et de la pêche (農林水産課, Nōrin suisan ka?)
  - Conseiller (参事官, Sanji-kan?)

#### Pôle Infrastructures
- Bureau de l'équipement urbain et régional (都市・地域整備局, Toshi - Chīki seibi kyoku?) : s'occupe des questions liées à l'urbanisme et aménagement urbain, mais aussi à l'équipement en général, aux canalisations et aux petites îles éloignées :
  - Division des affaires générales (総務課, Sōmu ka?)
  - Division de la planification (企画課, Kikaku ka?)
  - Division de l'équipement des grandes aires urbaines (大都市圏整備課, Daitoshi-ken seibi ka?)
  - Division de l'équipement des régions (地方整備課, Chihō seibi ka?)
  - Division de la promotion du développement communautaire (まちづくり推進課, Machizukuri suishin ka?)
  - Division de la planification urbaine (都市計画課, Toshi keikaku ka?)
  - Division de l'équipement des zones urbaines (市街地整備課, Shigai-chi seibi ka?)
  - Division de la voirie urbaine (街路課, Gairo ka?)
  - Division des parcs et espaces verts (公園緑地課, Kōen ryokuchi ka?)
  - Division de promotion des îles éloignées (離島振興課, Ritō shinkyō ka?)
  - Promoteur des régions spéciales (特別地域振興官, Tokubetsu chīki shinkyō-kan?)
  - Département des canalisations (下水道部, Gesuidō bu?) :
    - Division de la planification des canalisations (下水道企画課, Gesuidō kikaku ka?)
    - Division des projets de canalisation (下水道事業課, Gesuidō jigyō ka?)
    - Contrôleur des bassins versants (流域管理官, Ryūiki kanri-kan?)
- Bureau des cours d'eau (河川局, Kasen kyoku?) : s'occupe de la mise en valeur (conjointement avec les ministères de la Santé, de l'Agriculture, de l'Environnement et les collectivités locales) des cours d'eau, de la gestion des catastrophes liées à ces derniers et des équipements pour arriver à ces buts et à une meilleure gestion de la ressource en eau : 
  - Division des affaires générales (総務課, Sōmu ka?)
  - Division de la politique de l'eau (水政課, Suisei ka?)
  - Division de la planification des cours d'eau (河川計画課, Kasen keikaku ka?)
  - Division de l'environnement des cours d'eau (河川環境課, Kasen kankyō ka?)
  - Division de contrôle des inondations (治水課, Chisui ka?)
  - Division de la gestion des catastrophes (防災課, Bōsai ka?)
  - Département du contrôle des érosions (砂防部, Sabō bu?) :
    - Division de la planification du contrôle des érosions (砂防計画課, Sabō keikaku ka?)
    - Division de la protection (保全課, Hozen ka?)
- Bureau des routes (道路局, Dōro kyoku?) : s'occupe de la préservation, de l'entretien et de l'élaboration du réseau routier, de l'encadrement et du contrôle du trafic routier et de ses implications sur l'environnement : 
  - Division des affaires générales (総務課, Sōmu ka?)
  - Division des politiques routières (路政課, Rosei ka?)
  - Division de contrôle du trafic routier (道路交通管理課, Dōro kōtsū kanri ka?)
  - Division de la planification (企画課, Kikaku ka?)
  - Division des routes nationales et de la gestion des catastrophes (国道・防災課, Kokudō - Bōsai ka?)
  - Division des routes régionales et de l'environnement (地方道・環境課, Chihōdō - kankyō ka?)
  - Division des routes à péage (有料道路課, Yūryō dōro ka?)
- Bureau du logement (住宅局, Jūtaku kyoku?) : s'occupe des questions liées à la politique du logement, la construction, l'entretien et les normes de l'habitat, l'aide à l'accès à la propriété et aux transactions immobilières :  
  - Division des affaires générales (総務課, Sōmu ka?)
  - Division des politiques du logement (住宅政策課, Jūtaku seisaku ka?)
  - Division de l'équipement général des logements (住宅総合整備課, Jūtaku sōgō seibi ka?)
  - Division de la production de logements (住宅生産課, Jūtaku seisan ka?)
  - Division du suivi des constructions (建築指導課, Kenchiku shidō ka?)
  - Division de la construction des zones urbaines (市街地建築課, Shigai-chi kenchiku ka?)
  - Contrôleur du fond pour le logement (住宅資金管理官, Jūtaku shikin kanri-kan?)
- Bureau des ports (港湾局, Kōwan kyoku?) : s'occupe des questions liées au développement, à l'utilisation, à la maintenance, à la sécurisation et à la gestion des ports et de leurs trafics, à la régulation des services et entreprises liées au transport portuaire, mais aussi au transport fluvial : 
  - Division des affaires générales (総務課, Sōmu ka?)
  - Division de l'économie portuaire (港湾経済課, Kōwan keizai ka?)
  - Division de la planification (計画課, Keikaku ka?)
  - Division de la promotion (振興課, Shinkyō ka?)
  - Division de la construction (建設課, Kensetsu ka?)
  - Division de l'environnement et de la technique (環境・技術課, Kankyō - Gijutsu ka?)
  - Division du littoral et de la gestion des catastrophes (海岸・防災課, Kaigan - Bōsai ka?)

#### Pôle Transports
- Bureau des chemins de fer (鉄道局, Tetsudō kyoku?) : s'occupe des questions liées au transport ferroviaire en général, à l'entretien des voies ferrées, aux règles de la concurrence dans le secteur ferroviaire, à l'octroi de nouvelles lignes, à la stabilité de la production du matériel roulant, à la gestion des accidents ferroviaires et à la protection de l'environnement en relation avec ce type de transport :
  - Division des affaires générales (総務課, Sōmu ka?)
  - Division des grandes lignes ferroviaires (幹線鉄道課, Kansen tetsudō ka?)
  - Division des chemins de fer urbains (都市鉄道課, Toshi tetsudō ka?)
  - Division des affaires financières (財務課, Zaimu ka?)
  - Division des politiques du secteur ferroviaire (鉄道業務政策課, Tetsudō-gyōmu seisaku bu?) :
  - Division de la planification technique (技術企画課, Gijutsu kikaku ka?)
  - Division des installations (施設課, Shisetsu ka?)
  - Inspecteur de la sécurité (安全監理官, Anzen kanrikan?)
- Bureau du transport routier (自動車交通局, Jidōsha-kōtsū kyoku?) : s'occupe des questions liées au transport automobile, à l'assurance obligatoire de responsabilité civile des automobilistes, à l'immatriculation des véhicules, à la sécurité routière, à la régulation et au contrôle de l'industrie automobile et de leurs produits et à la protection de l'environnement en relation avec ce type de transport : 
  - Division des affaires générales (総務課, Sōmu ka?)
  - Division des passagers (旅客課, Ryokaku ka?)
  - Division des marchandises (貨物課, Kamotsu ka?)
  - Division de la garantie (保障課, Hoshō ka?)
  - Département de la sécurité technique (技術安全部, Gijutsu anzen bu?)
    - Division du contrôle (管理課, Kanri ka?)
    - Division de la planification technique (技術企画課, Gijutsu kikaku ka?)
    - Division de la révision (審査課, Shinsa ka?)
    - Division de la maintenance (整備課, Seibi ka?)
    - Division de l'environnement (環境課, Kankyō ka?)
- Bureau des affaires maritimes (海事局, Kaiji kyoku?) : s'occupe des questions liées au transport maritime, à l'immatriculation et aux normes de sécurité des bâtiments civils, au statut des marins, aux règles de navigation, à la régulation et au contrôle de l'industrie navale civile et à la protection de l'environnement en relation avec ce type de transport : 
  - Division des affaires générales (総務課, Sōmu ka?)
  - Division des bâtiments internationaux (外航課, Gaikō ka?)
  - Division des bâtiments côtiers (内航課, Naikō ka?)
  - Division du travail sur les bâtiments (運航労務課, Unkō rōmu ka?)
  - Division de la construction navale (造船課, Zōsen ka?)
  - Division de l'industrie maritime (舶用工業課, Hakuyū kōgyō ka?)
  - Division des normes de sécurité (安全基準課, Anzen kijun ka?)
  - Division des mesures et des examens techniques (検査測度課, Kensa sokudo ka?)
  - Division des politiques pour les marins (船員政策課, Sen'in seisaku ka?)
  - Division de la certification et de licence des marins (海技資格課, Kaigi shikaku ka?)
  - Examinateur en chef de la licence des marins (首席海技試験官, Shuseki kaigi shikenkan?)
- Bureau de l'aviation civile (航空局, Kōku kyoku?) : s'occupe des questions liées au transport aérien, à l'immatriculation et aux normes de sécurité des appareils volants, au statut et à la formation des personnels volant, au contrôle du trafic aérien, à la régulation et au contrôle de l'industrie aéronautique civile, à la prévention contre les pollutions sonores aériennes et à la protection de l'environnement en relation avec ce type de transport : 
  - Département de la supervision (監理部, Kanri bu?) :
    - Division des affaires générales (総務課, Sōmu ka?)
    - Division de l'aviation civile internationale (国際航空課, Kokusai kōkū ka?)
    - Division du projet de l'aviation civile (航空事業課, Kōkū jigyō ka?)
    - Contrôleur du budget (予算管理官, Yosan kanrikan?)

  - Département des aéroports (飛行場部, Hikōjō bu?) :
    - Division de la gestion (管理課, Kanri ka?)
    - Division de la planification (計画課, Keikaku ka?)
    - Division de l'aéroport international de Narita (成田国際空港課, Narita kokusai kūkō ka?)
    - Division de la maintenance environnementale (環境整備課, Kankyō seibi ka?)
    - Division de la construction (建設課, Kensetsu ka?)
    - Inspecteur des aéroports internationaux du Kansai et du Chūbu (関西国際空港・中部国際空港監理官, Kansai kokusai kūkō - Chūbu kokusai kūkō kanrikan?)

  - Département technique (技術部, Gijutsu bu?) :
    - Division des appareils (運航課, Unkō ka?)
    - Division de la sécurité des avions (航空機安全課, Kōkūki anzen ka?)
    - Division des équipages (乗員課, Jō'in ka?)

  - Département du contrôle aérien et de la sécurité (管制保安部, Kansei hoan bu?) : 
    - Division de la planification de la sécurité (保安企画課, Hoan kikaku ka?)
    - Division du contrôle aérien (管制課, Kansei ka?)
    - Division des opérations (運用課, Unyō ka?)
    - Division technique du contrôle aérien (管制技術課, Kansei gijutsu ka?)

### Institutions affiliées ou Offices
Quatre « Institutions affiliées » ou « Offices » (施設等機関, Shisetsutō kikan) sont liées au ministère :
- Deux Instituts de recherche (研究所, Kenkyūjo?) :
  - Institut de recherche politique pour le Territoire, les Infrastructures, les Transports et le Tourisme (国土交通政策研究所, Kokudo-kōtsū seisaku kenkyūjo?, PRILIT)
  - Institut de recherche générale sur les politiques techniques du Territoire (国土技術政策総合研究所, Kokudo gijutsu seisaku sōgō kenkyūjo?, NILIM)
- Deux grandes écoles (大学校, Daigakkō?) :
  - École supérieure du territoire, des infrastructures et des transports (国土交通大学校, Kokudo-kōtsū daigakkō?)
  - École supérieure de sécurité aéronautique (航空保安大学校, Kōkū hoan daigakkō?)

### Institutions spéciales

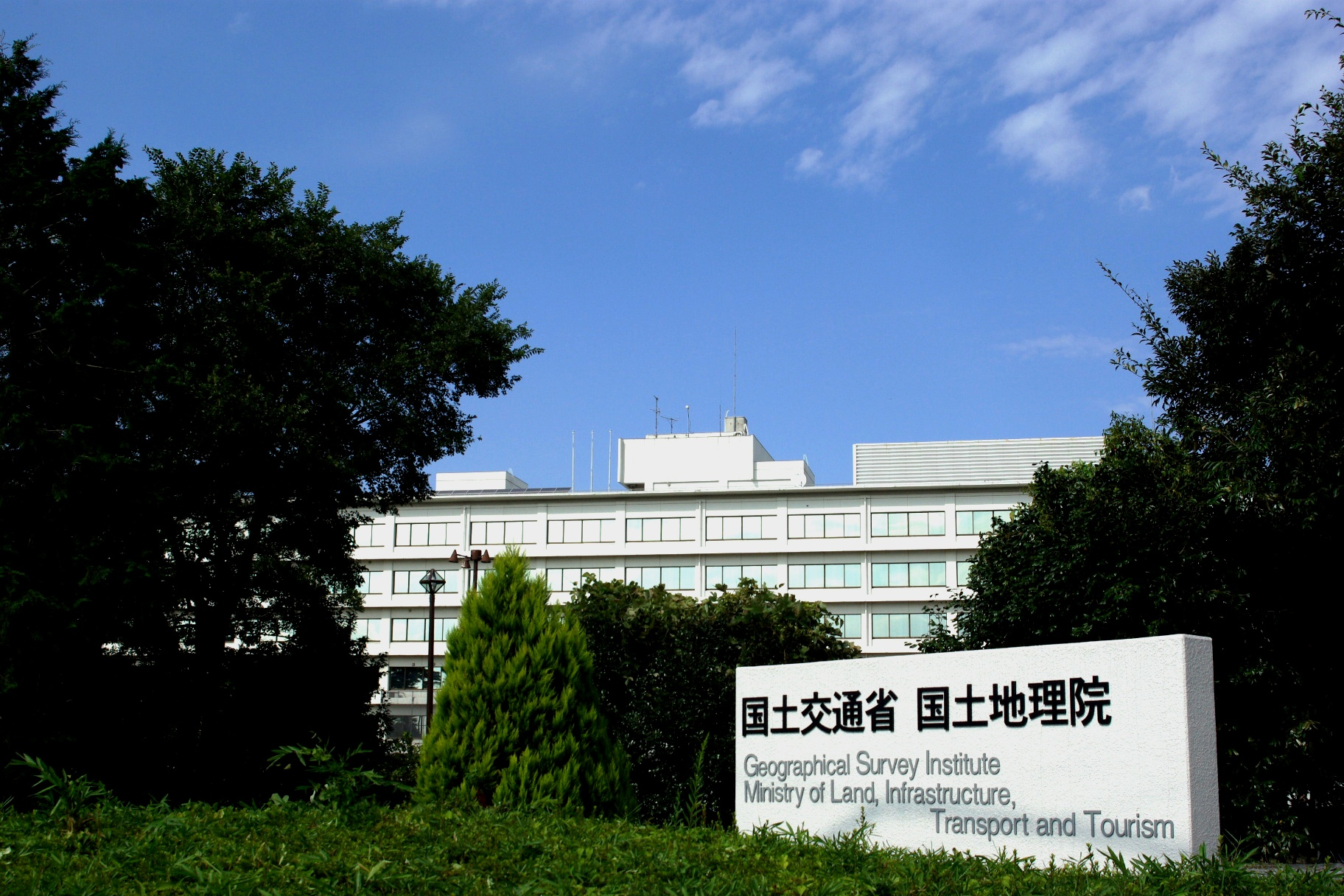
Siège de l'Institut d'études géographiques du territoire

Trois « Institutions spéciales » ou « Organisations attachées » (特別の機関, Tokubetsu no kikan) dépendent du ministère : 
- l'Institut d'études géographiques du territoire (国土地理院, Kokudo chiri-in?)
- l'Office général d'Ogasawara (小笠原総合事務所, Ogasawara sōgō jimusho?)
- le Tribunal des accidents maritimes (海難審判所, Kainan shinpan-jo?)

### Organes consultatifs
Douze « Organes consultatifs » ou « conseils » (審議会, Shingikai) assistent le ministère dans ces missions :
- le Conseil du territoire (国土審議会, Kokudo shingikai?)
- le Conseil de l'entretien du capital social (社会資本整備審議会, Shakai shihon seibi shingikai?)
- le Conseil des politiques de la circulation (交通政策審議会, Kōtsū seisaku shingikai?)
- le Conseil des transports (運輸審議会, Un'yu shingikai?)
- le Comité d'inspection des accidents de chantiers de construction (建設工事紛争審査会, Kensetsu kōshi funsō shinsa-kai?)
- le Conseil central du secteur de la construction (中央建設業審議会, Chūō kensetsu-gyō shingikai?)
- la Commission d'évaluation des terrains (土地鑑定委員会, Tochi kantei iinkai?)
- la Conférence de construction des voies automobiles, des grandes lignes ferroviaires et du développement du territoire (国土開発幹線自動車道建設会議, Kokudo kaihatsu kansen jidōshadō kensetsu kaigi?)
- le Comité central d'évaluation du diplôme d'architecture (中央建築士審査会, Chūō kenchikushi shinsa-kai?)
- la Commission d'évaluation pour les institutions administratives indépendantes (独立行政法人評価委員会, Dokuritsu gyōsei hōjin hyōka iinkai?)
- le Conseil pour la promotion et le développement des îles Amami (奄美群島振興開発審議会, Amami guntō shinkyō kaihatsu shingikai?)
- le Conseil pour la promotion et le développement de l'archipel d'Ogasawara (小笠原諸島振興開発審議会, Ogasawara shotō shinkyō kaihatsu shingikai?)

### Bureaux locaux
Hokkaidō possède un Bureau pour le développement de Hokkaidō (北海道開発局, Hokkaidō kaihatsu kyoku) à part entière, implantation locale du Bureau de Hokkaidō du ministère.
Le ministère dispose en dehors de cela de huit Bureaux régionaux de l'équipement (地方整備局, Chihō seibi kyoku), soit un dans chacune des huit régions du Japon sauf Hokkaidō tandis que deux sont présents dans le Chūbu (un pour la sous-région de Hokuriku, et un autre pour le reste du Chūbu), pour y relayer l'action du ministère pour les questions d'infrastructures. De même, il existe dix Bureaux régionaux des transports (地方運輸局, Chihō un'yu kyoku), soit pour les huit régions, plus un pour la sous-région du Hokuriku et un autre à Kōbe.
S'y ajoutent : deux Bureaux régionaux de l'aviation civile (地方航空局, Chihō kōkū kyoku), à Chiyoda (Tōkyō) et à Chūō (Ōsaka) ; et quatre Centres de contrôle du trafic aérien (航空交通管制部, Kōkū kōtsū kanseibu), à Tōkyō, Sapporo, Fukuoka et Naha.

### Institutions administratives indépendantes

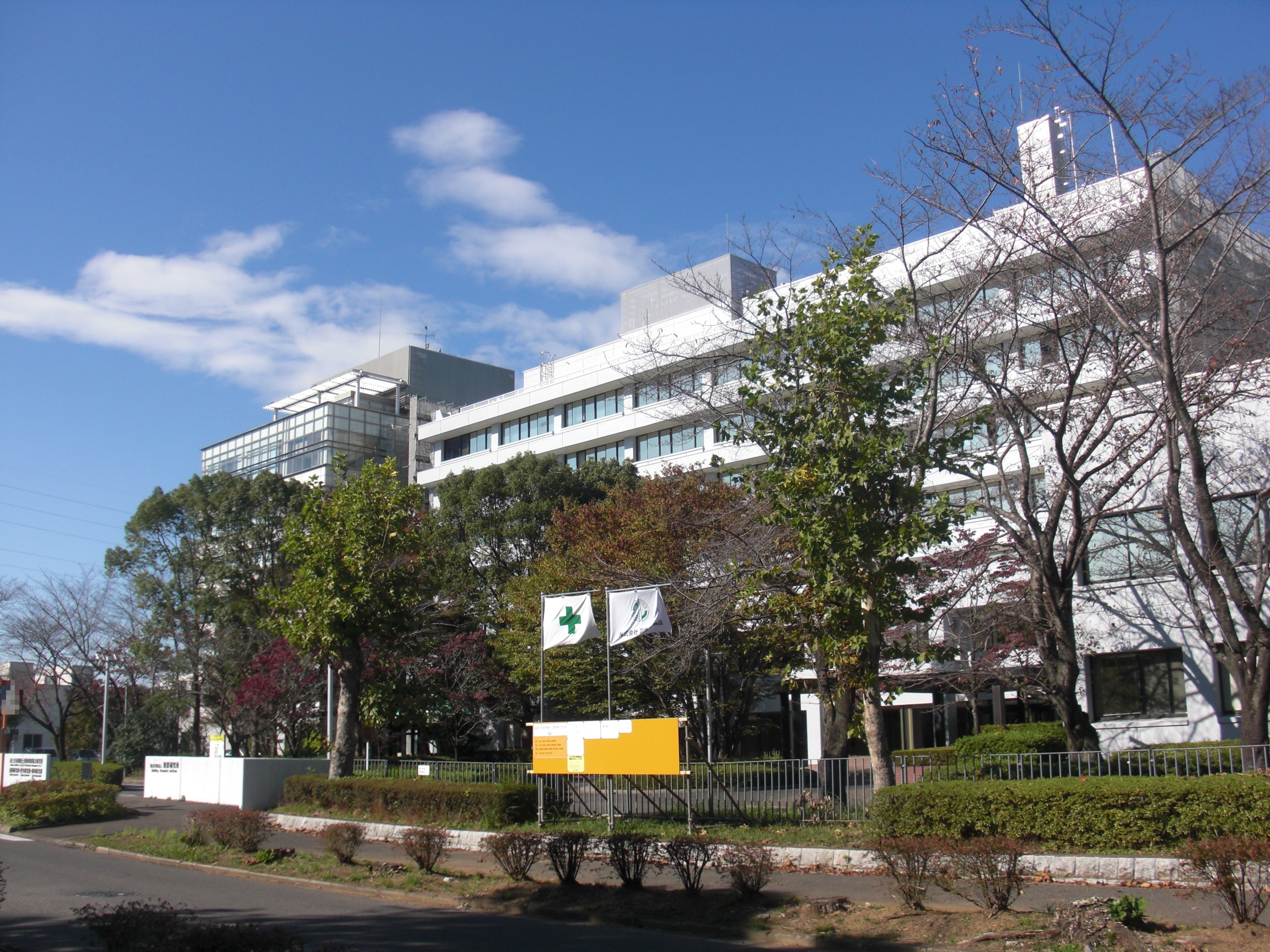
Siège de l'Institut de recherche du bâtiment, à Tsukuba (préfecture d'Ibaraki).

Vingt « Institutions administratives indépendantes » (独立行政法人, Dokuritsu gyōsei hōjin) sont sous le contrôle du ministère :
- l'Institut de recherche des travaux publics (土木研究所, Goboku kenkyūjo?, PWRI)
- l'Institut de recherche du bâtiment (建築研究所, Kenchiku kenkyūjo?, BRI)
- l'Institut de recherche sur la sécurité et l'environnement des transports (交通安全環境研究所, Kōtsū anzen kankyō kenkyūjo?, NTSEL)
- l'Institut de recherche sur la sécurité technique maritime (海上技術安全研究所, Kaishō gijutsu anzen kenkyūjo?, NMRI)
- l'Institut de recherche technique sur les ports et aéroports (港湾空港技術研究所, Kōwan kūkō gijutsu kenkyūjo?, PARI)
- l'Institut de recherche sur la navigation électronique (電子航法研究所, Denshi kōhō kenkyūjo?, ENRI)
- l'Institut de formation de la marine marchande (航海訓練所, Kōkai kunrensho?)
- l'Organisation d'éducation pour la licence de marin (海技教育機構, Kaigi kyōiku kikō?)
- l'École supérieure de l'aviation civile (航空大学校, Kōkū daigakkō?)
- l'Institution administrative indépendante de l'examen technique des véhicules (自動車検査独立行政法人, Jidōsha kensa dokuritsu gyōsei hōjin?, NAVI)
- l'Organisation de la construction ferroviaire, des infrastructures de transport et de la maintenance (鉄道建設・運輸施設整備支援機構, Tetsudō kensetsu - un'yu shisetsu seibi shien kikō?, JRTT)
- l'office national du tourisme japonais
- l'Organisation de la ressource en eau (水資源機構, Mizushigen kikō?), dépendant principalement du ministère du Territoire, des Infrastructures, des Transports et du Tourisme, mais aussi de ceux de l'Agriculture, des Forêts et de la Pêche, de la Santé, du Travail et des Affaires sociales et de l'Économie, du Commerce et de l'Industrie.
- l'Organisation de gestion des accidents de la route (自動車事故対策機構, Jidōsha jiko taisaku kikō?, NASVA)
- l'Organisation pour le développement du voisinage des aéroports (空港周辺整備機構, Kūkō shūhen seibi kikō?, OEIIA)
- le Centre de prévention des catastrophes maritimes (海上災害防止センター, Kaishō saigai bōshi sentā?, MDPC)
- l'Organisation de la rénovation urbaine (都市再生機構, Toshi saisei kikō?, UR)
- le Fond pour le développement et la promotion des îles Amami (奄美群島振興開発基金, Amami guntō shinkyō kaihatsu kikin?, FPDAI)
- l'Organisation japonaise de remboursement des propriétés et de la dette autoroutières (日本高速道路保有・債務返済機構, Nihon kōsoku dōro hoyū - Saimu hensai kikō?, JEHDRA)
- l'Organisation de soutien financier au logement (住宅金融支援機構, Jūtaku kinyū shien kikō?, JHF), qui relève également du ministère des Finances.

### Organe indépendant

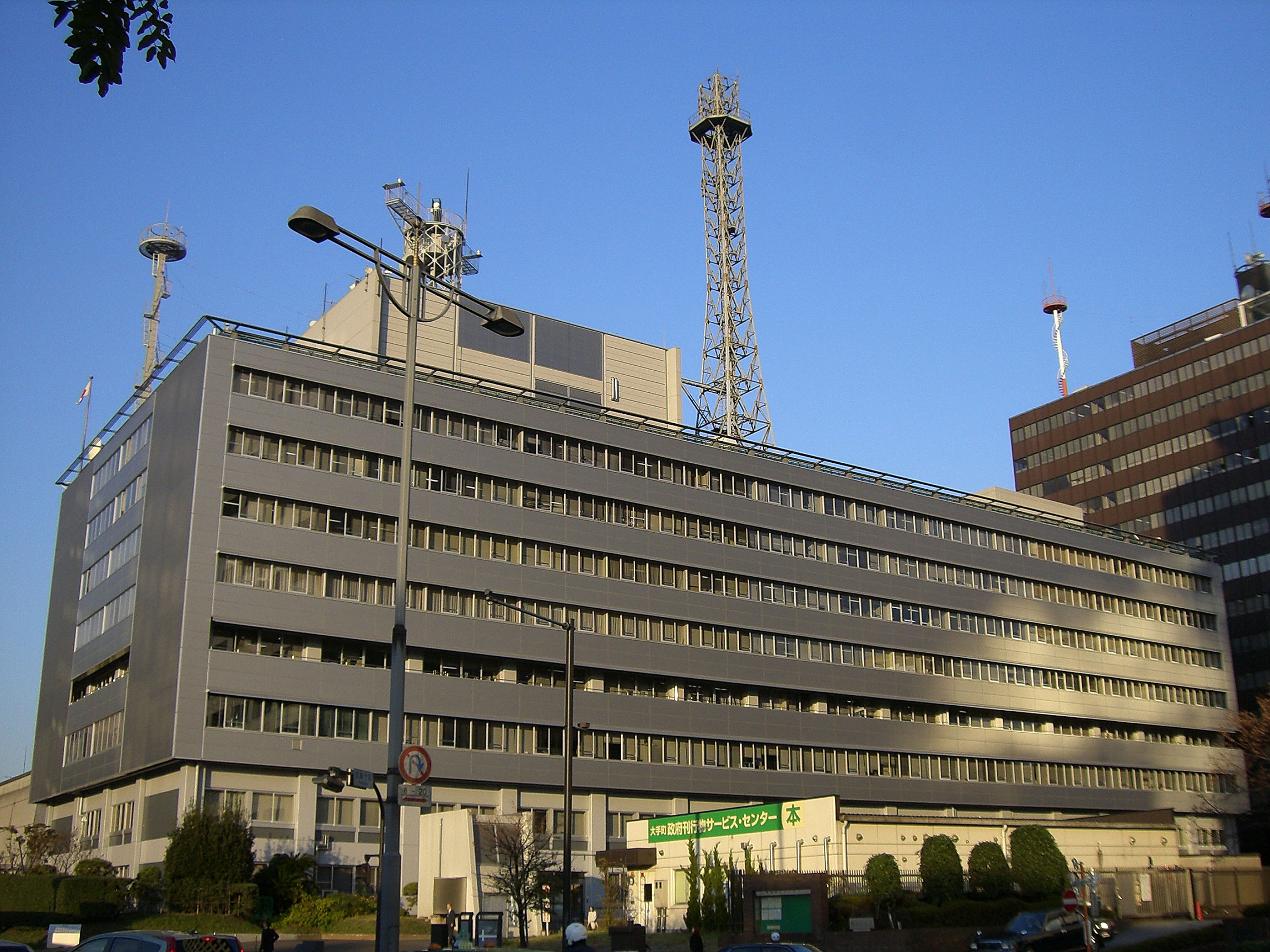
Siège de l'Agence météorologique, au 1-3-4 Ōtemachi, Chiyoda-ku, Tōkyō-to.

Quatre « Bureaux extérieurs » ou « Organes indépendants » (外局, Gai kyoku) sont placés sous la juridiction du ministère : 
- l'Agence japonaise du tourisme (観光庁, Kankō-chō?, Japan Tourism Agency - JTA), créée en 2008 et qui siège dans le même bâtiment que le ministère. Elle est délégataire pour l'application de la politique touristique.
- l'Agence météorologique du Japon (気象庁, Kishō-chō?, Japan Meteorological Agency - JMA), créée en 1956 sous ce nom mais héritière de l'ancien Observatoire météorologique de Tōkyō fondé en 1875, elle siège au 1-3-4 Ōtemachi dans l'arrondissement de Chiyoda à Tōkyō. Elle relève les données terrestres et maritimes du temps, elle lance et exploite des satellites météorologiques et s'occupe de la détection des séismes dans la région de l'océan Pacifique ouest en utilisant une échelle d'intensité sismique de 0 à 7, basée sur l'amplitude des accélérations mesurées.
- le Bureau de sécurité des transports du Japon (運輸安全委員会, Un'yu anzen iinkai?, Japan Transport Safety Board - JTSB), créée en 2008 par fusion de l'Agence d'enquête sur les accidents maritimes du Japon (Japan Marine Accident Inquiry Agency - JMAIA) et de la Commission d'enquête sur les accidents aériens et ferroviaires (Aircraft and Railway Accidents Investigation Commission - ARAIC)[8]. Elle siège, comme le Tribunal des accidents maritimes, dans le même bâtiment que le ministère des Affaires intérieures et des Communications au 2-1-2, Kasumigaseki dans l'arrondissement de Chiyoda à Tōkyō. Il s'agit du bureau d'enquête sur les accidents aériens, maritimes, ferroviaires et routières, et pour l'application des règles de sécurité des transports.
- la Garde côtière du Japon (海上保安庁, Kaishō-hoan-chō?), créée en 1948 et qui siège dans le même bâtiment que le ministère.

### Corporation spéciale
Treize « Corporations spéciales » ou « Corporations semi-publiques » (特殊法人, Tokushu hōjin), sociétés anonymes dont l'actionnariat se partage entre l'État, les collectivités locales et le secteur privé, sont liées au ministère (qui est l'autorité délégatrice) : 
- la Société de l'aéroport international du Kansai (関西国際空港株式会社, Kansai kokusai kūkō kabushiki-gaisha?, KIAC). Créée en 1984, elle siège sur l'île artificielle de l'aéroport international du Kansai et le territoire de la ville d'Izumisano (préfecture d'Ōsaka).
- la Société de l'aéroport international de Narita (成田国際空港株式会社, Narita kokusai kūkō kabushiki-gaisha?, NAA). Créée en 1966, elle est privatisée partiellement en 2004 et siège sur le site de l'aéroport international de Narita et le territoire de la ville de Narita (préfecture de Chiba).
- quatre des sept entreprises du groupe des chemins de fer du Japon (JR), issu de la privatisation progressive et de l'éclatement en 1987 des Chemins de fer nationaux japonais (JNR). Les trois autres sociétés sont entièrement privées. Elles sont chargées de gérer ou le réseau de transport ferroviaire de passager au niveau régional, ou le fret sur l'ensemble du territoire : 
  - la Société des transports ferroviaires de passager de Hokkaidō (北海道旅客鉄道株式会社, Hokkaidō ryokaku tetsudō kabushiki-gaisha?, JR Hokkaido), siégeant dans l'arrondissement de Chūō à Sapporo.
  - la Société des transports ferroviaires de passager de Shikoku (四国旅客鉄道株式会社, Shikoku ryokaku tetsudō kabushiki-gaisha?, JR Shikoku), siégeant à Takamatsu (préfecture de Kagawa).
  - la Société des transports ferroviaires de passager de Kyūshū (九州旅客鉄道株式会社, Kyūshū ryokaku tetsudō kabushiki-gaisha?, JR Kyushu), siégeant dans l'arrondissement de Hakata à Fukuoka (préfecture de Fukuoka).
  - la Société des transports ferroviaires de fret du Japon (日本貨物鉄道株式会社, Nihon kamotsu tetsudō kabushiki-gaisha?, JR Freight), siégeant dans l'arrondissement de Chiyoda à Tōkyō.
- la Société du métro de Tokyo (東京地下鉄株式会社, Tōkyō chikatetsu kabushiki-gaisha?), fondée en 1927 mais rebaptisée sous son nom actuel en 2004 et siégeant dans l'arrondissement de Taitō à Tōkyō.
- le groupe NEXCO (ネクスコ?), issu de la privatisation en 2005 de la Corporation publique des autoroutes japonaises, et ses trois sociétés régionales constitutives : 
  - la Société des autoroutes du Japon oriental (東日本高速道路株式会社, Higashi-Nihon kōsoku-dōro kabushiki-gaisha?, NEXCO East Japan), siégeant au 3-3-2 Kasumigaseki dans l'arrondissement de Chiyoda à Tōkyō.
  - la Société des autoroutes du Japon central (中日本高速道路株式会社, Naka-Nihon kōsoku-dōro kabushiki-gaisha?, NEXCO Central Japan), siégeant dans l'arrondissement de Naka à Nagoya (préfecture d'Aichi).
  - la Société des autoroutes du Japon occidental (西日本高速道路株式会社, Nishi-Nihon kōsoku-dōro kabushiki-gaisha?, NEXCO West Japan), siégeant dans l'arrondissement de Kita à Ōsaka (préfecture d'Ōsaka).
- les deux sociétés à autoroutes à péages privatisées également en 2005 : 
  - la Société des autoroutes Shuto (首都高速道路株式会社, Shuto kōsoku-dōro kabushiki-gaisha?), opérant dans le Grand Tōkyō, elle siège au 1-4-1 Kasumigaseki, dans l'arrondissement de Chiyoda à Tōkyō.
  - la Société des autoroutes Hanshin (阪神高速道路株式会社, Hanshin kōsoku-dōro kabushiki-gaisha?), opérant dans l'agglomération Keihanshin, elle siège dans l'arrondissement de Chūō à Ōsaka (préfecture d'Ōsaka).
- la Société des autoroutes-ponts de Honshū-Shikoku (本州四国連絡高速道路株式会社, Honshū-Shikoku renraku-kōsoku-dōro kabushiki-gaisha?, HSBE), qui gère trois autoroutes reliant entre elles les îles de Honshū et Shikoku et leurs ponts respectifs, a été fondée en 2005 suite encore une fois à une privatisation. Elle siège dans l'arrondissement de Chūō à Kōbe (préfecture de Hyōgo).

## Critiques
Le 22 novembre 2017, un rapport de la Cour des Comptes a critiqué le ministère pour avoir exagéré le montant des compensations à donner à Moritomo Gakuen pour nettoyer un terrain de Toyonaka, ainsi que pour ne pas avoir archivé correctement les documents de cette transaction.